# Islandiana lewisi
Espèce
Islandiana lewisi est une espèce d'araignées aranéomorphes de la famille des Linyphiidae.

## Distribution
Cette espèce est endémique d'Indiana aux États-Unis,. Elle se rencontre dans le comté de Harrison dans la forêt d'État de Harrison-Crawford dans la grotte Stygian River Cave.

## Description
Les mâles mesurent de 1,90 à 2,00 mm et les femelles de 2,1 à 2,3 mm.

## Étymologie
Cette espèce est nommée en l'honneur de Julian J. Lewis.

## Publication originale
- Milne & Wells, 2018 : A new species of spider (Araneae, Linyphiidae, Islandiana) from a southern Indiana cave. Subterranean Biology, vol. 26, p. 19-26.